# Mirabilicoxa longispina
Mirabilicoxa longispina là một loài chân đều trong họ Desmosomatidae. Loài này được Hansen miêu tả khoa học năm 1916.